# 古斯塔夫·舍贝里
古斯塔夫·舍贝里（瑞典語：Gustav Sjöberg，1913年3月23日—2003年10月3日），瑞典男子足球运动员，司职守门员。他曾代表瑞典参加1938年国际足联世界杯。他也曾入选1936年夏季奥林匹克运动会瑞典男子足球队名单，但并未上场参赛。